# گانساوا
گانساوا (به لهستانی:  Gąsawa) یک روستا در لهستان است که در گمینا گانساوا واقع شده‌است.
 گانساوا  ۱٬۴۰۰ نفر جمعیت دارد.